# 하이퍼리듬
하이퍼리듬(HYPER RHYTHM)는 대한민국의 연예 기획사이다. 본사는 서울특별시 강남구 학동로 342, 지하3층 301호(논현동, 에스케이 허브블루)에 있다. 2022년 창립이래 주력 소속 아티스트는 에이머스가 있다.

## 소속 연예인
- 에이머스 - (승현, 은준, 도륜, 요엘, 승환, 우영)